# 윤영선 (1904년)
윤영선(尹泳善, 1904년 ~ 1997년 12월 18일)은 대한민국의 공무원, 정치인으로 제2대 국회의원을 역임하였다. 해남 윤씨 13대 종손이며, 중추원 참의를 지낸 윤정현의 아들이다.
일본 도쿄의 호세이 대학 정경학부를 졸업하고 초대 광주시장, 흥덕해운회장, 제2대 국회의원을 역임하였다.
현재 그의 아들 윤형식(尹亨植)은 해남 윤씨 14대 종손으로서 녹우당을 지키고 있다.

## 약력
- 1948년 12월 24일 : 전라남도 광주시장

## 역대 선거 결과
|  | 49.57% |

|  | 58.75% |

|  | 33.34% |

|  | 23.40% |

|  | 19.88% |

## 참고 자료
- 윤영선 - 대한민국헌정회